# Fort Sill
Forte Sill è una base dell'esercito degli Stati Uniti vicino Lawton, circa 135 chilometri da Oklahoma City.

## Storia
È il luogo dove morirono il capo apache Geronimo, a causa di una polmonite, il capo kiowa Lupo Solitario e il capo comanche Dieci Orsi.
Il U.S. Army Artillery Museum ospita uno degli esemplari ancora esistenti del cannone atomico M65, restaurato nel 2010.